# Isnilon Totoni Hapilon
Isnilon Totoni Hapilon, noto anche con lo pseudonimo di Abu Abdullah al-Filipini (Lantawan, 18 marzo 1966 – Marawi, 16 ottobre 2017), è stato un terrorista e guerrigliero filippino.
Fra i terroristi più ricercati del sud-est asiatico, è il comandante del gruppo Abu Sayyaf, organizzazione terroristica rimasta a lungo affiliata con al-Qaida e avente base nella regione di Mindanao. Nel 2014, dopo aver prestato ufficialmente giuramento ad Abu Bakr al-Baghdadi, è stato nominato "emiro nelle Filippine" dall'autoproclamato Stato Islamico.

## Biografia
Isnilon Totoni Hapilon nasce a Lantawan, nella provincia di Basilan, il 18 marzo 1966. Studia all'Università delle Filippine, dove ottiene una laurea in ingegneria.
Sin dagli inizi degli anni novanta è autore di numerosi omicidi e rapimenti, mentre a partire dal 24 febbraio 2006 è inserito dalla Federal Bureau of Investigation statunitense nella lista dei terroristi più ricercati (Most Wanted) al mondo, così come i comandanti del gruppo Abu Sayyaf Jainal Antel Sali Jr. e Khadaffy Abubakar Janjalani.
A seguito della morte di Janjalani nel settembre 2006 e di Sali nel gennaio 2007, prende le redini dell'organizzazione terroristica Abu Sayyaf e sfugge nel frattempo a numerosi tentativi di cattura dell'esercito filippino. Da decenni fedeli ad al-Qaida, nel 2014 Hapilon e i suoi uomini prestano ufficialmente giuramento ad Abu Bakr al-Baghdadi, califfo dell'autoproclamato Stato Islamico. Il comandante filippino viene quindi nominato "emiro nelle Filippine" ed incaricato di organizzare operazioni nell'arcipelago filippino a nome dell'entità terroristica.
Secondo lo storico e ricercatore francese Romain Caillet, nel gennaio 2016 Hapilon assume il comando di tutte le forze terroristiche presenti nelle Filippine. Nel corso dei mesi successivi è poi impegnato in un tentativo di conciliazione tra il gruppo Abu Sayyaf e quello Maute, con l'obbiettivo di stabilire un califfato islamico nella regione di Mindanao.